# Odynerus octavus
Odynerus octavus är en stekelart som beskrevs av Giordani Soika. Odynerus octavus ingår i släktet lergetingar, och familjen Eumenidae. Inga underarter finns listade i Catalogue of Life.